# بخش لائوکاینگ
بخش لائوکاینگ (به لاتین: Laukkaing District) یک بخش در میانمار است که در ایالت شان واقع شده‌است.

## خصوصیات
بخش لائوکاینگ ۹۹۱ متر بالاتر از سطح دریا واقع شده‌است.